# Michael Matthews (Komponist)
Michael Matthews (* 28. August 1950 in Gander, Neufundland und Labrador) ist ein kanadischer Dirigent, Komponist und Professor an der University of Manitoba.

## Leben
Matthews wurde 1950 als Sohn US-amerikanischer Eltern in Kanada geboren. Er erwarb 1975 seinen Bachelor of Music an der California State University, Northridge und 1979 seinen Master of Arts an der California State University, Sacramento. Bis 1982 studierte er Komposition bei Larry Austin an der University of North Texas. Er beendete sein Studium mit dem Ph.D. Weiterhin gehören zu seinen Lehrern Aurelio de la Vega und Ben Glovinsky (Komposition) sowie Anshel Brusilow und Lawrence Christianson (Dirigieren).
Von 1982 bis 2012 war er Mitarbeiter an der University of Manitoba. Jetzt ist er Professor Emeritus. Von 1983 bis 1985 arbeitete er als Assistent an der Mokwon University in Taejon. Er gründete dann das Manitoba Institute for Music Technology und wurde 1987 Direktor des dortigen Computer Music Studios.
Er ist Gründungsmitglied des Ensembles Thira und künstlerischer Leiter von GroundSwell. Als erster kanadischer Komponist erhielt er 1994 einen Auftrag der International Computer Music Association. Außerdem war er Resident im Elektronmusikstudion (EMS) in Stockholm und arbeitete am Center for Computer Research in Music and Acoustics (CCRMA) der Stanford University und dem Centro Mexicano para la Música y las Artes Sonoras in Morelia, Mexiko. Im Jahr 1999 beteiligte er sich am Internationalen Bartók Seminar und Festival in Szombathely, Ungarn. 2000 wirkte er am Bellagio Center der Rockefeller-Stiftung in Italien. Von 2002 bis 2004 wirkte er als Composer in Residence beim Saskatoon Symphony Orchestra (SSO).
Seine Werke wurden auf der ganzen Welt aufgeführt so 2005 Away, Tear Away beim Festival Internacional Cervantino in Mexiko und 2006 The Skin of Night beim World Saxophone Congress in Ljubljana. Im Jahr 2005 dirigierte er zur Uraufführung seines Cello Concerto das Belgrade Philharmonic Orchestra. Mehrere Tonträger entstanden, wie das der Symphony No. 1, dirigiert von Virko Baley.
Derzeit (Stand 2010) arbeitet er mit dem deutschen Ensemble Sortisatio, dem US-amerikanischen Pianisten Duane Cochran und dem mexikanischen Flötisten Alejandro Escuer zusammen.

## Preise
- 1978: Preis beim Sigma Alpha Iota Composition Contest (Sacramento)
- 1980: Preis der Texas Music Educators' Association
- 1984: Preis der Music Inter Alia
- 1984: Preis beim Premio città di Trieste (Italien)
- 1997: Dritter Preis bei der du Maurier Arts Ltd New Music Festival Canadian Composers Competition
- Förderpreise des Canada Council for the Arts und des Manitoba Arts Council
- Dr. John M. Bowman Memorial Winnipeg Rh Institute Foundation Award

## Werke
Siehe Matthews Homepage:
- it is raining gently with light for cl/b.cl.vn.pf. Commissioned by GroundSwell and Madeline Hildebrand (2021)
- till our bodies into the night slip for cl/b.cl.vc.pf. Commissioned by SOLI Chamber Ensemble[4] (2020)
- perishable light for viola/viola d'amore and percussion. Commissioned by Park Sounds[5] (2019)
- Septet for fl.ob.cl/b.cl.sax.vn.vc.pf. Commissioned by ensemble mosaik (2016)
- and the sky caught for clarinet (bass clarinet), viola and piano (2012)
- Six Poems of Novic Tadić for Mezzo Soprano and Chamber Orchestra (2008)
- El Viento Helado for Woodwind Quintet (2007)
- De Reflejo a Fulgor for Piano and Tape (2007)
- Einklang for two Pianos (2007)
- Night Music for Violin and Piano (2007)
- The Language of Water for String Orchestra (2006)
- The Skin of Night for Saxophone and Piano (2006)
- 3 Duos (Book I) for violin and viola (2005)
- String Quartet No. 3 (2005)
- Symphony No. 3 (2005)
- Prince Kaspar Chamber Opera based on a libretto by Per Brask (2005)
- Piano Quartet (2004)
- Away, Tear Away for Woodwind Quintet and Tape (2003)
- Las Blancas Sombras for Voice and Guitar (2003)
- String Quartet No. 2 (2003)
- Particles of One for Violin and Chamber Orchestra (2002)
- Prelude to Macbeth for Orchestra (2002)
- Hommage à György Kurtág for 2 Violins and 2 Celli (2002)
- Song Fragments for Cello and Piano (2002)
- Symphony No. 2 (2001)
- On the Outer Edge for Tape (2001)
- Vertical Garden for Flute and Tape (2001)
- Wondering for viola solo (2001)
- Concerto for Cello (2001)
- Miniatures for String Quartet (2000)
- Fantasy/Nocturne for Piano (1999)
- String Quartet No. 1 (1999)
- . . . of the rolling worlds for Bass Clarinet and Tape (1999)
- Ernst Toller: Requiem for an Idea for Cello and Actor (1999)
- Partita — Images/Fragments for Violin and Piano (1999)
- Into the Page of Night for Orchestra (1998)
- Concerto for Piano (1998)
- Lorca Sketches for String Orchestra (1997)
- Postlude for Piano (1997)
- Symphony No. 1 (1997)
- Two Interludes for Orchestra (1996)
- Deux chansons d'amour for Voice and Piano (1996)
- Night Prairie for SATB Choir (1995)
- In Emptiness, Over Emptiness for Soprano and Tape (1994)
- Two Night Pieces for four Male Voices (1994)
- Layerings for Vibraphone and Tape (1993)
- Scattered Mirrors for Piano (1993)
- Out of the Earth for Soprano and Chamber Ensemble (1993)
- Between the Wings of the Earth for Chamber Orchestra (1993)
- Rooms of Light for SATB Choir (1992)
- Four Songs of Japan for soprano, viola and fortepiano (1991)
- Landscape for Piano and String Orchestra (1990)
- Of Time and Sky for Piano (1990)
- The First Sea for Bass Clarinet and Tape (1989)
- Wind Sketches for Wind Octet (1988)
- The Far Field for Orchestra (1987)
- Fantasy for Violin (1985)

## Diskographie (Auswahl)
- 1994: The First Sea
- 1995: Between the Wings of The Earth
- 1996: Of Time and Sky
- 1997: Scattered Mirrors
- 1997: In Emptiness, Over Emptiness
- 2001: Postlude